# Faucon Flacq SC
Faucon Flacq SC is een Mauritiaanse voetbalclub uit de stad Flacq. Ze spelen in de hoogste voetbaldivisie van het land, namelijk de Mauritian League.